# Pepe Marchena
José Marchena Rivera (Sevilla, 1941 - Màlaga, 23 Setembre de 2007), conegut amb el nom artístic de Pepe Marchena, va ser un coreògraf i ballarí de flamenc.
Amb només catorze anys va debutar al Teatre dels Camps Elisis de París on va actuar amb grans figures com Lola Flores. Poc després va actuar al Tablao el Duende de Pastora Imperio i al Canasteros, local propietat del llegendari cantant de flamenc Manolo Caracol.
Amb divuit anys va formar la seva pròpia companyia, amb la qual va realitzar nombroses gires per Espanya, i va recórrer Europa, Àfrica i la Xina. Establert a Màlaga, va treballar al Casino Torrequebrada de Benalmádena i va tenir molta amistat amb Imperio Argentina, qui en el seu 92 aniversari, només uns mesos abans de morir, va anunciar que volia tornar a pujar als escenaris i reunir companyes i al «millor bailaor del món, Pepe Marchena, en un gran espectacle».
Marchena va regentar un dels tablaos més emblemàtics de la Costa del Sol i va arribar a crear el seu propi ballet. En el moment de la seva mort feia anys que estava retirat i s'havia sotmès anteriorment a una intervenció quirúrgica de malucs.